# منطقه کلان‌شهری کانزاس‌سیتی

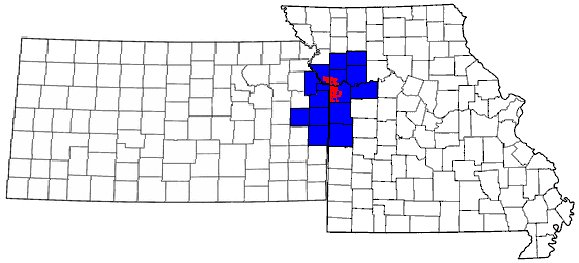

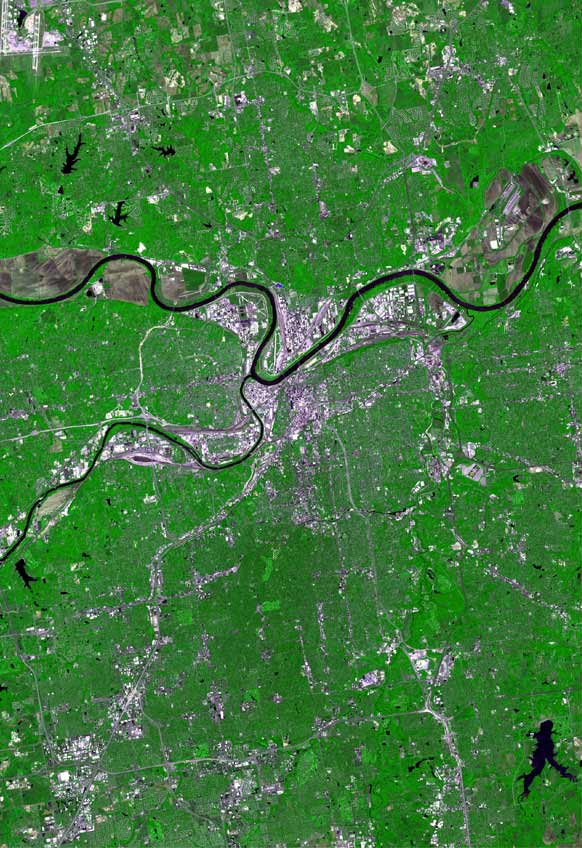

منطقه کلان‌شهر کانزاس‌سیتی (Kansas City metropolitan area) یا کانزاس‌سیتی بزرگ (Greater kansas city) نام ابرشهری در مرز دو ایالت میزوری و کانزاس است که متشکل از مناطق شهری متعددی در مجاورت هم می‌باشد.
«کانزاس‌سیتی، کانزاس» در غرب و «کانزاس‌سیتی، میزوری» در شرق مرز مشترک قرار دارد. اما معمولاً به سبب قدمت و جمعیت بیشتر، و نیز به دلیل قرار گرفتن مرکز شهر در سمت میزوری، آن بخش از کانزاس سیتی در میزوری را «کانزاس‌سیتی» گویند.

## مناطق
دو شهر عمده این ابرشهر یعنی «کانزاس‌سیتی، کانزاس» و «کانزاس‌سیتی، میزوری» و نیز مناطق کراون سنتر، ایندیپندنس، لنکسا، اولیتا، لیوود، اوورلند پارک و کانتری کلاب پلازا همگی کانزاس‌سیتی بزرگ را تشکیل می‌دهند. این کلان‌شهر نزدیک به ۲٬۴ میلیون سکنه و بیش از ۲۰ هزار کیلومتر مربع مساحت دارد.